# 蔡復一畫像
蔡復一畫像是金門蔡厝蔡氏家族所典藏，描繪蔡復一的畫像。該畫像於2018年7月公告為一般古物，後於2020年7月15日公告為中華民國重要古物。這幅畫像是目前唯一記錄蔡復一容貌細節的傳世肖像畫，蔡氏家族每年在冬至祭祖及蔡復一的忌日時，會將畫像取出祭祀，直到1990年代因擔心畫像受損，之後改以照相後的複製品替代。
目前畫像館藏於金門文化園區管理所的金門歷史民俗博物館。

## 簡介
畫作含裝裱全高206公分，全寬98公分；畫心部份全高132.5公分，全寬82公分，畫作完成年代為晚明天啟年間（西元1625年），是臺澎金馬目前留存最早的傳世祖先畫像。
畫中的蔡復一是正面端坐於虎皮座椅之上，頭戴明朝官員烏紗帽。面容五官輪廓清晰，左眼全張、右眼眼簾垂闔曲閉，上唇與下巴處皆見蓄鬍。身穿緋紅色盤領右衽大袍、寬袖，於頸間露出白色交領內衫。大袍胸前縫綴有一方「彩繡雙鶴雲紋」補子。

## 歷史
該畫像在2021年1月6日下午送達國立臺灣博物館徐州路庫房寄藏儲放。12月，蔡厝蔡氏宗親會與金門歷史民俗博物館合作，進行畫像保存與展示計畫，於19日舉行「蔡復一畫像」借展十年的合約簽約儀式。

## 外部連結
- 國家重要古物「蔡復一畫像」前世今生典藏展